# Палестинска народна самоуправа
Палестинска народна самоуправа (арап. السلطة الفلسطينية الوطنية), позната као Палестинска управа и званично Држава Палестина, јесте владино тело којим управља Фатах, које врши делимичну цивилну контролу над областима Западне обале „А” и „Б” као последица споразума из Осла из 1993—1995. Палестинска управа је контролисала Појас Газе пре избора у Палестини 2006. године и сукоба у Гази између Фатаха и Хамаса, када је Хамас победио и успоставио контролу. Она наставља да полаже право на Појас Газе, иако Хамас врши дефакто контролу. Од јануара 2013. користи назив Држава Палестина на званичним документима, иако Уједињене нације настављају да признају Палестинску ослободилачку организацију (ПЛО) као „представника палестинског народа”.
Државу Палестину је признало 138 држава, а од новембра 2012. има статус државе посматрача у Уједињеним нацијама. Палестинска управа је ауторитарни режим која није одржала изборе више од 15 година. Критикована је због кршења људских права, укључујући обрачун са новинарима, активистима за људска права и неслагање против њене владавине.

## Географија
Палестинска подручја састоје се од више енклава међусобно раздвојених подручјима насељеним Јеврејима, како у Појасу Газе, тако и на Западној обали. Појас Газе, осим с Израелом, граничи са Египтом и Средоземним морем. Назив Западна обала односи се на западну обалу ријеке Јордан. То подручје граничи са једне стране са Израелом а са друге са Јорданом. Међутим, контролу границе с Јорданом има Израел, а Аутономна управа полаже право на контролу те границе као границе свог подручја.

## Становништво
Подручја која Палестинци захтијевају за себе традиционално су насељена претежно арапским Палестинцима, а мањине су Самарићани и ортодоксни Јевреји који из религиозних разлога одбијају државу Израел.
По подацима из ЦИА, Газа је 2005. имала 1.376.289, а Западна обала 2.385.615 становника. Заједно су дакле имали 3.761.904 становника. С обзиром на то да је површина Газе само 363 km² а Западне обале 5.878 km² густина насељености је јако велика. У Западној обали је износила високих 400 становника/km², а у Гази чак 3.800 становника/km².

## Привреда и саобраћај
Развој привреде као и саобраћаја јако је ограничен чињеницом да су палестинска подручја просторно раздвојена. У Гази постоји аеродром и морска лука. Подручја су међусобно повезана путевима које редовно прекидају контролне тачке израелске војске.
Највећи донатор Палестинаца су у протеклих 10 година била је Организација уједињених нација са 2 милијарде евра.

## Историја
Палестинска аутономна подручја налазе се на подручју над којим је мандат управљања имало Уједињено Краљевство. Године 1948, Јордан је заузео западну обалу ријеке Јордан, а Египат Појас Газе. Након Шестодневног рата 1967. Западну су обалу као и Појас Газе заузеле израелске војне снаге.
Палестина нема стварни суверенитет. Државне структуре дјелимично недостају, или нису до краја устројене (нпр. немају своју војску). Велике дијелове палестинских подручја контролише израелска војска. Палестинци имају своју полицију.
Од 1974. ПЛО, али не Палестинска самоуправа, има статус посматрача при Уједињеним нацијама (одлуком Главне скупштине Уједињених нација 3237). Од средине 1998. палестински представник има право учествовања у расправама у Уједињеним нацијама.
Палестина је један од оснивача Исламске конференције и призната је као службена земља-чланица. Осим тога, земља је и чланица Арапске лиге.
Дана 14. новембра 1988. Јасер Арафат је у Алжиру прогласио Државу Палестину, коју је одмах признало око 100 држава.
Уговором из Осла постигнута је данашња аутономија, која треба претходити држави способној за живот. Који ће дио Западне обале, поред оних дијелова којима већ сада управљају, припасти будућој палестинској држави је кључно питање цијелог Израелско-арапског сукоба. Арапи захтијевају цијело подручје Западне обале као и Источни Јерусалим, док већина израелских политичара жели задржати бар највећа, ако не и сва насеља.

## Политика
Политика Самоуправе усмјерена је ка постизању сопствене, независне државе за Палестинце. Различите палестинске групе имају, у односу на подручје захтијеване државе, различите циљеве. ПЛО се нада држави која ће се састојати од цијеле Западне обале и Појаса Газе с Јерусалимом као главним градом, док Хамас захтијева читаво подручје државе Израел .

## Важни градови
- Газа
- Хеброн
- Јерихон
- Рамала
- Витлејем
- Наблус